# Élisa Vix
 (mars 2011).
Si vous disposez d'ouvrages ou d'articles de référence ou si vous connaissez des sites web de qualité traitant du thème abordé ici, merci de compléter l'article en donnant les références utiles à sa vérifiabilité et en les liant à la section « Notes et références ».
Élisa Vix, née le 17 novembre 1967 à Paris, est une romancière française.

## Biographie
Vétérinaire de profession et mère de 3 enfants, elle vit en région parisienne. 

## Œuvres
- La Baba Yaga, Saint-Germain-en-Laye, France, Éditions Odin, coll. « Énigme », 2005, 222 p.  (ISBN 978-2913167490)
- Bad Dog, Saint-Germain-en-Laye, France, Éditions Odin, coll. « Énigme », 2006, 250 p.  (ISBN 978-2913167551)
- Prix du meilleur polar francophone 2007 du salon du livre de Montigny-les-Cormeilles
- Andromicmac, Bihorel, France, Éditions Krakoen, coll. « Forcément noir », 2010, 327 p.  (ISBN 978-2916330440)
- La Nuit de l'accident, Arles, France, Éditions du Rouergue, 2012, 208 p.  (ISBN 978-2812603518)
- Prix Anguille sous roche du festival de Saillans
- Rosa Mortalis, France, Éditions Rouergue Noir, 2013, 208 p.  (ISBN 978-2-8126-0475-1)
- L'Hexamètre de Quintilien, France, Éditions du Rouergue, 2014, 201p.
- Le Massacre des faux-bourdons, France, Éditions du Rouergue, 2015, 296p.
- Ubac, France, Éditions du Rouergue, 2016, 192p.
- Assassins d'avant, France, Éditions du Rouergue, 2017, 176p.
- Elle le gibier, France, Éditions du Rouergue, 2019, 144p.,  (ISBN 978-2-8126-1770-6)
- Prix Jean Amila-Meckert 2020[2]
- Qui voit son sang, France, Éditions du Rouergue, 2022 Sélection Grand Prix de littérature policière 2022[3]

## Adaptations télévisées
- 2010 : Tango : Bad dog de Philippe Venault d'après le roman éponyme
- 2013 : Tango : Le Coup du lapin de Nicolas Herdt d'après La Baba-Yaga